# 국가통일위원회
국가통일위원회(중국어 정체자: 國家統一委員會, 영어: National Unification Council)는 중국의 재통일과 양안의 관계 개선을 위해서 설치된 중화민국 중앙정부의 위원회였다. 1990년 10월 7일 리덩후이 총통에 의해 설치되었으나, 2006년 2월 27일 천수이볜 총통에 의해 위원회 활동이 정지되었다. 활동을 정지한 국가통일위원회는 대륙위원회로 대체되었다.

## 같이 보기
- 국가통일강령
- 중국의 재통일